# مندن

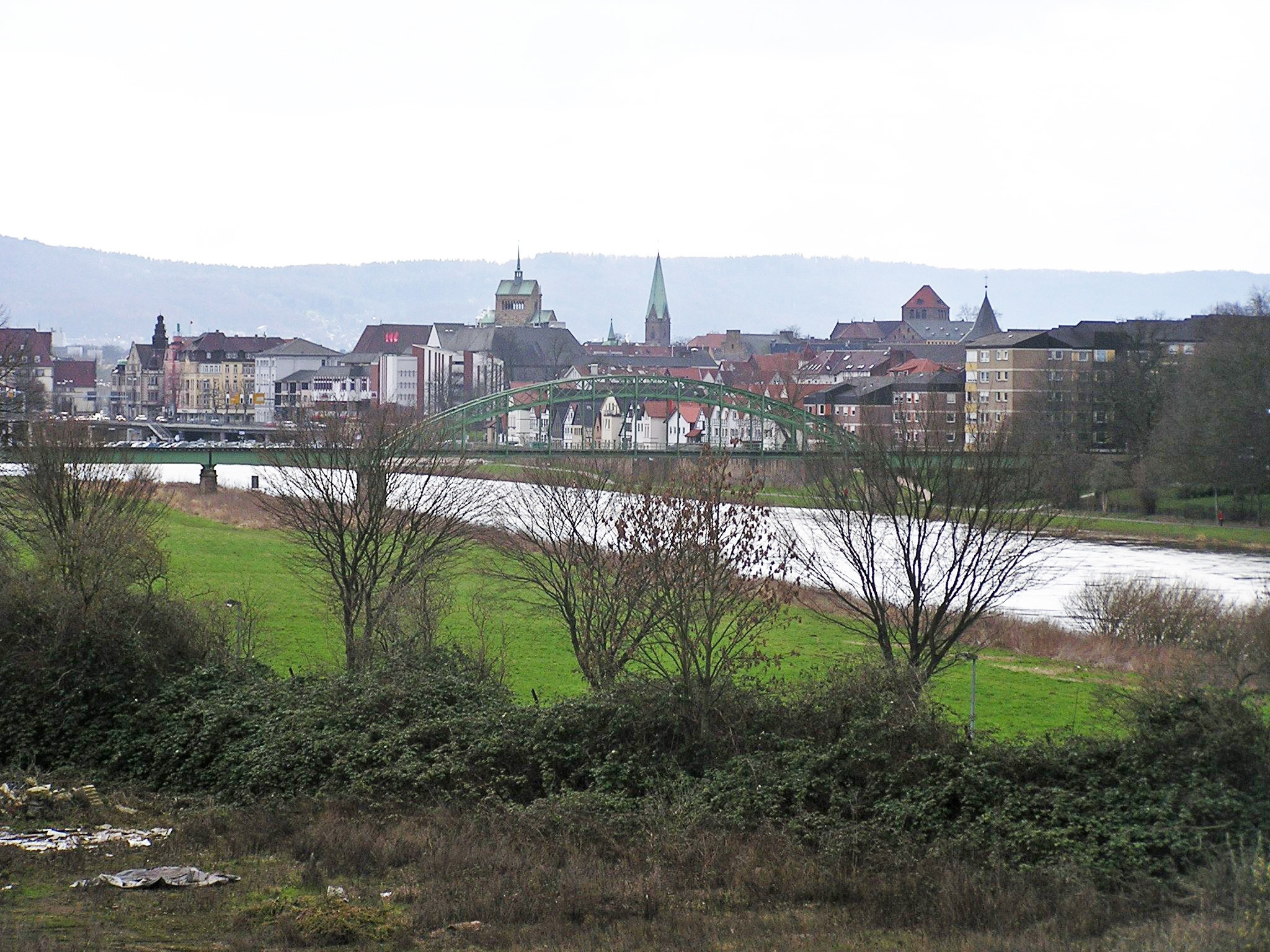

مندن  (بالألمانية: Minden) مدينة ألمانية، يبلغ عدد سكانها حوالي 83,000 نسمة، تقع في شمال شرق ولاية شمال الراين - وستفاليا الألمانية.

## عنها
تقع المدينة على ضفاف نهر فيزر وهي عاصمة ناحية مندن-لوبيكه في شرقي وستفاليا التابعة لمحافظة دتمولد، المركز السياسي التاريخي لبلاد مندن. تشتهر مندن بتقاطع الممرات المائية الذي تتقاطع عبر منشآته قناة البلاد الوسطى ونهر فيزر. تتواجد في المدينة الأسقفية السابقة التي يبلغ عمرها أكثر من 1200 عامًا، إضافة إلى العديد من مباني عصر نهضة فيزر، إضافة إلى الكاتدرائية التي تعتبر معلمًا معماريًا تاريخيًا هامًا.

## توأمة
لمندن اتفاقيات توأمة مع كل من:
- Gladsaxe Municipality [الإنجليزية]‏
- منطقة ساتون
- غاغني
- شارلوتنبورج فيلمسدورف
- تانغرمونده
- غرودنو
- Wilmersdorf  [لغات أخرى]‏

## أعلام
- هانس كرامر
- هاينرش فون هيرفورد
- كارل هوفمان
- فريدريش بيسل
- فرانز بواس
- جيرترد فون لي فورت
- سابينه لويتهويزر شنارينبيرغير
- رينيه كارول